# الماس شیشه‌بر

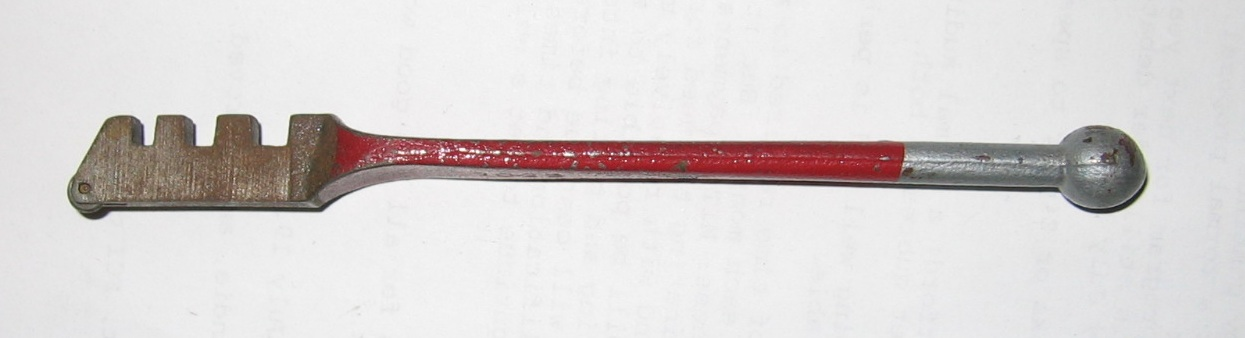
الماس شیشه‌بر، چرخ برش فولادی سخت‌شده (سمت چپ)، بریدگی‌هایی برای چِفت شدن و بخش توپی (در انتهای دسته) برای ضربه زدن

الماس شیشه‌بر ابزاری است که برای ایجاد یک شیار کم‌عمق در یک سطح از یک تکه شیشه استفاده می‌شود که قرار است به دو قسمت شکسته شود، مثلاً برای تهیهٔ شیشه‌ای با اندازه‌ای مشخص برای قرار دادن آن در یک پنجره. این وسیله باعث ایجاد شکاف در سطح شیشه می‌شود و باعث می‌شود که شیشه در امتداد شیار مورد نظر شکسته شود و به قطعات مورد نیاز، تقسیم شود.
شیشه‌های معمولی و آنیل‌شده را می‌توان با این روش برش داد اما شیشهٔ سکوریت‌شده را نمی‌توان با این روش برش داد زیرا این شیشه‌ها به‌جای این‌که به‌طور تمیز و دلخواه، دو تکه شوند، تمایل به شکستن دارند.

## تاریخچه
در قرون وسطی، شیشه را با یک میلهٔ آهنی داغ و نوک‌تیز برش می‌دادند. نقطهٔ داغ قرمز در امتداد سطح مرطوب‌شدهٔ شیشه کشیده شده و باعث برش آن می‌شد. برش‌های ایجاد شده در این روش، چندان دقیق نبودند و سطوحی ناهموار در شیشه‌های برش‌یافته ایجاد می‌شد.
بین سده‌های ۱۴ و ۱۶، برش با نوک الماس در ایتالیا آغاز شد و گسترش یافت که امکان برش دقیق‌تر را فراهم می‌کرد.
در سال ۱۸۶۹، چرخ برش شیشه توسط ساموئل مونس از بریستول، کنتیکت توسعه یافت، که همچنان ابزار استاندارد کنونی برای برش شیشه است.

## روغن‌کاری
برش مؤثر شیشه به مقدار کمی روغن نیاز دارد (اغلب از نفت سفید استفاده می‌شود) و برخی از الماس‌های شیشه‌بر دارای مخزنی از روغن هستند که هم چرخ را روغن‌کاری می‌کند و هم از داغ شدن بیش از حد آن جلوگیری می‌کند: با حرکت الماس، اصطکاک بین آن و سطح شیشه برای مدت کوتاهی گرمایی شدید تولید می‌کند و روغن به‌طور مؤثر آن را دفع می‌کند.

## شیشه‌های بزرگ
ورق‌های شیشه‌ای بزرگ معمولاً با میز برش شیشه‌ای نیمه‌اتوماتیک به کمک کامپیوتر (CNC) برش داده می‌شوند. سپس این ورقه‌ها با دست به ورقه‌های شیشه‌ای کوچک‌تر شکسته می‌شوند.

## مطالعهٔ بیشتر
- Cut and install glass
- Glasschneider Test (به آلمانی)
- History (به فرانسوی)
- History of glass cutters